# Bahram III
Bahram III var en persisk kung av den sassanidiska ätten. Han regerade 293 och dog samma år.